# Барбос в гостях у Бобика
«Барбос в гостях у Бобика» — советский короткометражный цветной художественный фильм, поставленный на Киностудии «Ленфильм» в 1964 году режиссёрами Виталием Мельниковым и Михаилом Шамковичем по рассказу Николая Носова «Бобик в гостях у Барбоса».
Премьера фильма в СССР состоялась 4 января 1965 года.

## Сюжет
Во дворе в латаной-перелатаной конуре живёт дворовый пёс по кличке Барбос. Во время дождя его конура насквозь протекает, и бедному Барбосу негде даже укрыться.
А рядом в тёплой квартире под присмотром дедушки без хлопот и забот проживает уже изрядно обленившийся комнатный пёс Бобик. Однажды Бобику наскучило одиночество и он приглашает в гости Барбоса. О том, что произошло в дальнейшем, и рассказывает этот фильм.

## Роли исполняют
- Лхасский терьер Мишка — Бобик
- Дворняга Люкс — Барбос

## Съёмочная группа
- Сценарий — Николая Носова
- Постановка — Виталия Мельникова, Михаила Шамковича
- Главный оператор — Александр Дибривный
- Художник — Исаак Каплан
- Композитор — Мурад Кажлаев